# 河井道

河井道

河井 道（かわいみち、1877年7月29日 - 1953年2月11日）は、日本の女性教育者。元日本YWCA同盟総幹事、恵泉女学園の創立者。クリスチャン。世界恐慌から第二次世界大戦に到る中で平和主義を掲げ、戦後に昭和天皇への戦争犯罪訴追が回避された動きにも大きく関わった。三重県宇治山田市（現伊勢市）出身。

## 略歴
- 1877年、代々伊勢神宮で神職を務める家に生まれる。しかし、父が明治維新で失職し、北海道函館区（現函館市）に移住する。
- 1887年、札幌区（現札幌市）で長老派伝道師のサラ・C・スミスの開設したスミス女学校（現、北星学園女子中学高等学校（北海道札幌市））に入学しキリスト教に基づいた教育を受ける。また、当時札幌農学校で教えていた新渡戸稲造から学びを受ける。北星女学校卒業後には、小樽でクララ・ロースが始めた静修女学校で寮母を務めるとともに教科を教えた。
- 1896年、19歳で上京し、津田梅子宅に寄宿しながら学ぶ。
- 1898年、新渡戸稲造夫妻に伴われて渡米する。フィラデルフィアのアイヴィ・ハウス（予備校）に学んだあと、津田梅子らがアメリカで創設した奨学金を得てのブリンマー大学（北米クエーカー主義）に入学する。
- 1904年、ブリンマー大学を卒業し[1]、帰国。女子英学塾（現津田塾大学）の教師となる[1]。
- 1909年、世界キリスト教連盟および世界YWCAの招きを受け、ドイツ、フランス、イギリス、スイス、オランダにおける研究視察を行う。また、この間、世界YWCA第４回総会に提出すべき書類の作成委員に選ばれ、数ヶ月間ロンドンに滞在し、その仕事にあたった。
- 1912年、日本YWCA（1905年設立）同盟総幹事に就任する。草創期の日本でのキリスト教女子青年会(YWCA)運動の指導者の一人となる。
- 1920年、世界YWCAのクリーブランド大会に出席し、講演を行う。スイス・ジュネーブで開催の世界キリスト教学生大会に出席したのち、ドイツ、フランス、イギリス、アメリカの宗教、教育、社会事業等を視察する。視察終了後は、アメリカにもどり、ユニオン神学校で学ぶ。
- 1926年3月、アメリカおよびヨーロッパに渡り、新渡戸稲造（国際連盟事務局次長）を訪問する。アメリカ、デンマーク、ベルギー、イギリス等の農業、教育、とくに女子園芸教育を視察した。
- 1929年、河井道52歳の時、私立学校法人恵泉女学園（現在の恵泉女学園中学・高校）を設立する。校舎は河井の自宅で生徒数は9名だった。恵泉女学園の開校にあたっては、一色ゆり（旧姓：渡辺）、森久保寿、佐々木（のちに坂田）俊子など、津田英学塾での教え子たちが「小さき弟子の群」（後の維持会）を組織し、募金活動を行い支援した。
- 1930年、世田谷の千歳村（当時）に校舎付きの物件が見つかり、恵泉女学園は移転する。その後、河井の教育理念に賛同する多くの人たちの支援を受けながら、学園は成長する。河井は、創立10周年を機に、”My Lantern”（わたしのランターン）を著し、学園の発展に対する感謝を表した。
- 1941年4月、リバーサイド日米キリスト者会議でアメリカ合衆国のキリスト教会に「アメリカ教会への感謝状」を送付。
- 1945年9月23日、ボナー・フェラーズ准将の招待を受け、河井の一番弟子である一色ゆり（旧姓・渡辺）と共にアメリカ大使館を訪問。
  - 一色もクエーカー派の大学に留学経験があり、連合国軍最高司令官総司令部（GHQ)で最高司令官ダグラス・マッカーサー元帥付きの高級副官として来日したフェラーズは二人の消息を探して、昭和天皇とマッカーサーが初めて会見する4日前に二人を招待した。フェラーズは天皇の助命を嘆願する二人の意見を取り入れながら、昭和天皇の戦犯訴追問題について免責を進言する覚書を作成した。
- 1949年、学園創立20周年を迎える。6月には、国際基督教大学理事に就任する。7月、文部省大学設置審議会委員となり、翌年の世界祈祷日の祈祷文（英文）を執筆する。
- 1950年、”Sliding Doors”を著す。
- 1953年2月11日午後7時10分、75歳7か月で逝去。墓所は八王子市の東京霊園。

## 著書
- “Japanese Women Speak”（久布白落実、河井道共著　昭和8年）
- 『わたしのランターン』（My Lantern） （恵泉女学園・新教出版社 1968年)全国書誌番号:68006294
- 『スライディング・ドア』（Sliding Doors） （中村妙子訳、恵泉女学園、1995年）全国書誌番号:21341026

## 関連書籍
- 一色義子 『河井道と一色ゆりの物語　恵みのシスターフッド』（キリスト新聞社、2012年） ISBN 978-4-87395-625-1
- 木村恵子 『河井道の生涯　光に歩んだ人』（岩波書店、2002年） ISBN 978-4-00-022428-4
- 岡本嗣郎 『陛下をお救いなさいまし 河井道とボナー・フェラーズ』（集英社、2002年 ／集英社文庫、2013年） ISBN 978-4-08-745075-0（2012年の米国映画『終戦のエンペラー』原作）
- 柚木麻子『らんたん 』小学館 (2021/10/27)